# Dengeki Daioh
Monthly Comic Dengeki Daioh (月刊コミック電撃大王 (Nguyệt San Comic Điện Kích Đại Vương) Gekkan Komikku Dengeki Daiō) là một tạp chí shōnen manga của Nhật Bản, ấn hành bởi ASCII Media Works (trước đây là MediaWorks) trong nhóm thương hiệu Dengeki. Nhiều manga đăng trong Dengeki Daioh sau đó được xuất bản thành tankōbon dưới nhãn Dengeki Comics của ASCII Media Works. Tạp chí này phát hành đều đặn vào ngày 27 mỗi tháng. Một tiểu mục yonkoma của Dengeki Daioh gọi là Dengeki Yonkoma Daioh (電撃4コマ大王) chủ yếu đăng các mẫu truyện omake bốn khung tranh được xuất bản trong sê-ri. Hai ấn bản đặc biệt của tạp chí gọi là Dengeki Moeoh và Dengeki Daioh Genesis được bán lần lượt hai tháng một lần và một quý một lần.
Ấn phẩm này bắt nguồn từ tạp chí Cyber Comix của Bandai, sau này phát triển thành Media Comix Dyne chỉ dài ba số ra. Sau khi Media Comix Dyne bị hủy bỏ, MediaWorks đặt tên lại là Dengeki Daioh và phát hành theo quý từ năm 1994. Nó dần nổi tiếng và trở thành tạp chí hai tháng một số từ năm 1996, và phát hành mỗi tháng một số sau khi đã đổi tên như hiện nay, Monthly Comic Dengeki Daioh. Trong những năm gần đây, tạp chí bắt đầu đăng các thông tin về anime và trò chơi điện tử, hầu như phân nửa số trang tạp chí nói về các sản phẩm như thế. Dengeki Daioh đã tổ chức lễ kỷ niệm 13 năm thành lập vào năm 2007. Bắt đầu từ số tháng 8 năm 2008, bán ngày 27 tháng 6 năm 2008, Dengeki Daioh tăng số lượng manga được chọn đăng, đồng thời mở rộng độ dày thành 700-900 trang trong mỗi số.